# (400083) 2006 ST333
(400083) 2006 ST333 es un asteroide perteneciente al cinturón de asteroides, descubierto el 28 de septiembre de 2006 por el equipo del Spacewatch desde el Observatorio Nacional de Kitt Peak, Arizona, Estados Unidos.

## Designación y nombre
Designado provisionalmente como 2006 ST333.

## Características orbitales
2006 ST333 está situado a una distancia media del Sol de 2,647 ua, pudiendo alejarse hasta 2,985 ua y acercarse hasta 2,310 ua. Su excentricidad es 0,127 y la inclinación orbital 2,712 grados. Emplea 1573,81 días en completar una órbita alrededor del Sol.

## Características físicas
La magnitud absoluta de 2006 ST333 es 17,2.